# Neopeltis brenesii
Neopeltis brenesii är en svampart som beskrevs av Syd. 1937. Neopeltis brenesii ingår i släktet Neopeltis, divisionen sporsäcksvampar och riket svampar.   Inga underarter finns listade i Catalogue of Life.